# Koșîlivți, Zalișciîkî
Koșîlivți (în ucraineană Кошилівці) este localitatea de reședință a comunei Koșîlivți din raionul Zalișciîkî, regiunea Ternopil, Ucraina.

## Demografie
Componența lingvistică a localității Koșîlivți
     Ucraineană (99,84%)
Conform recensământului din 2001, majoritatea populației localității Koșîlivți era vorbitoare de ucraineană (99,84%), existând în minoritate și vorbitori de alte limbi.